# Atraco a las tres
Pour plus de détails, voir Fiche technique et Distribution.
Atraco a las 3 (parfois traduit Vol à trois) est une comédie espagnole culte réalisée par José María Forqué, sortie en 1962. José Luis López Vázquez est primé par le Sindicato Nacional del Espectáculo pour son rôle de Fernando Galindo.

## Synopsis
L'employé Fernando Galindo convainc quelques collègues de monter un faux hold-up contre la banque où ils travaillent. Ils mettent en place un plan minutieux, mais ne prévoient pas que de véritables bandits allaient les précéder.

## Fiche technique
- Titre original : Atraco a las 3
- Titre français : Vol à trois
- Réalisation : José María Forqué
- Scénario : Pedro Masó, Vicente Coello et Rafael J. Salvia
- Photographie : Alejandro Ulloa
- Musique : Adolfo Waitzman
- Pays d'origine :  Espagne
- Durée : 92 minutes
- Date de sortie : 10 décembre 1962

## Distribution
- José Luis López Vázquez : Fernando Galindo
- Cassen : Martínez, le gardien
- Gracita Morales : Enriqueta, la secrétaire
- Manuel Alexandre : Benítez
- Katia Loritz : Katia Durán
- Alfredo Landa : Castrillo
- Agustín González : Cordero
- Rafaela Aparicio : Doña Vicenta